# Barleria cristata
La violeta filipina (Barleria cristata) es una especie de planta herbácea perteneciente a la familia de las acantáceas. 

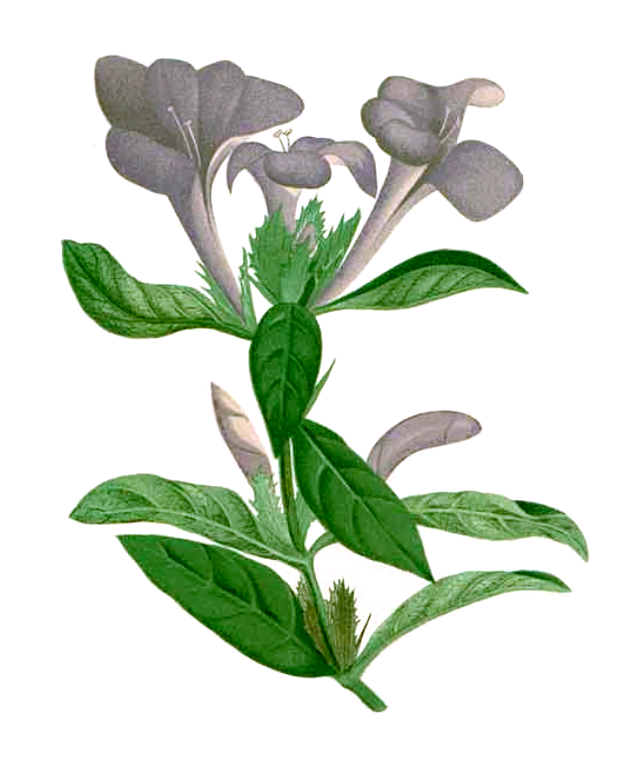
Ilustración

## Descripción
Crece como un arbusto, alcanzando los 60 a 100 cm de altura. Las hojas son de color verde oscuro en el haz y de color verde pálido en el envés. Son estrechamente elípticas a ovadas. Las flores son de unos 5 cm de largo, en forma de embudo de color violeta, rosa o blanco. Los frutos son cápsulas elipsoides.

## Distribución y hábitat
Es nativa del sur de Asia, donde se distribuye por China hasta la India y Birmania. Es cultivada como planta ornamental en los ciudades y jardines, se ha naturalizado en Hawái, donde crece en hábitats secos. En Fiyi, donde es conocido como "tombithi" y en la Isla de Navidad (Océano Índico), la planta crece también como especie ruderal a lo largo de los caminos y las áreas perturbadas desde el nivel del mar hasta unos 100 metros.

## Usos
Conocida como อังกาบ, esta planta se utiliza en Tailandia como un remedio herbal tradicional, que supuestamente actúa como tónico, diurético y purificador de la sangre.

## Taxonomía
Barleria cristata fue descrita por Carlos Linneo y publicado en Species Plantarum 2: 636. 1753.
Etimología
Barleria: nombre genérico otorgado en honor del biólogo y fraile dominico francés; Jacques Barrelier (1606 - 1673).
cristata: epíteto latino que significa "con cresta".
Sinonimia
| - Barleria alba Lodd. - Barleria caerulea Nees - Barleria chegosa Wall. - Barleria ciliata Roxb. - Barleria dichotoma Roxb. - Barleria indica L. ex T.Anderson - Barleria laciniata Wall. | - Barleria lactea Desf. ex Steud. - Barleria napalensis Nees - Barleria napalensis var. microphylla Nees - Barleria nuda Nees - Barleria prinoides Nees - Barleria venulosa Nees - Lepidagathis laciniata Wall. ex Nees |